# Matthiasbruderschaft
Matthiasbruderschaften sind Pilger- und Gebetsbruderschaften mit dem Zweck, Wallfahrten zum Grab des Apostels Matthias nach Trier durchzuführen. Seit etwa dem 11. Jahrhundert pilgern diese Bruderschaften zum Apostelheiligtum. Die mittelalterliche Wallfahrtstradition ist heute immer noch lebendig.

## Allgemeines
Trierer Legenden zufolge soll die römische Kaiserin Helena (* 248/250 in Drepanon, † vermutlich am 18. August 330 in Nikomedia), Mutter des römischen Kaisers Konstantin, den Bischof Agritius beauftragt haben, neben anderen wertvollen Reliquien auch den Leib des Apostels Matthias nach Trier zu überführen. Danach wurden die Reliquien wegen der unruhigen Zeiten bei den Gräbern der ersten Trierer Bischöfe Eucharius, Valerius und Maternus begraben, also im Bering von St. Matthias.
Dann seien sie in Vergessenheit geraten. Erst Kaiser Heinrich III. habe um die Mitte des 11. Jahrhunderts Kunde davon erhalten. Bei Nachforschungen sei man auf das Grab gestoßen, habe dem Kaiser einige Reliquien überlassen (so genannte Erste Inventio), das Grab jedoch wieder verschlossen.
Soweit der Bericht über die Überführung (Translatio) und die erste Erhebung (Inventio) der Matthiasreliquien in Trier. Die Klärung der dargestellten Vorgänge führt in komplizierte kirchenpolitische Zusammenhänge. Tatsache ist, dass eine besondere Verehrung des Apostels vor dem 11. Jahrhundert in St. Matthias nicht nachweisbar ist. Einziger Patron war bis dahin St. Eucharius.

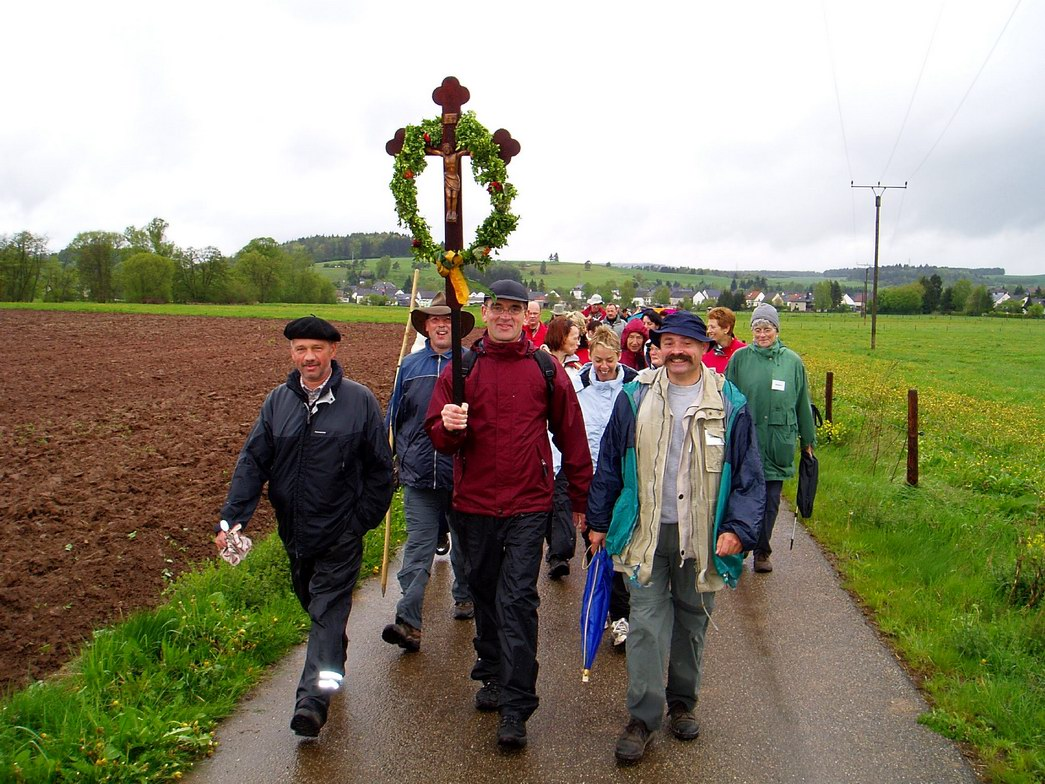
Fußpilger auf dem Weg nach Trier

Im Zuge der Abrissarbeiten am Vorgängerbau der jetzigen St.-Matthias-Kirche (vorher St. Eucharius) in Trier wurden im Jahr 1127 die Reliquien des Apostels Matthias entdeckt. Nach Verbreitung dieser Information setzte ein Pilgerstrom ein, dessen Einzugsgebiet sich von der Nordsee bis zu den Alpen erstreckt.
Dadurch erklärt sich auch der Umstand, dass sich der Name St. Matthias für Kirche und Kloster durchsetzte; das Kloster wird heute oftmals als Abtei St. Matthias-St. Eucharius bezeichnet.
Die historische Forschung bestreitet das Vorhandensein von Matthiasreliquien in Trier. Dies ändert jedoch nichts an der Tatsache, dass die Abtei St. Matthias das Zentrum der Verehrung des Apostels Matthias wurde und blieb.
Im Laufe der Jahrhunderte bildeten sich immer neue Wallfahrtsgruppen und Matthiasbruderschaften. 
Die in den langen Jahrhunderten gewachsene Wallfahrt ist auch heute noch sehr lebendig. Jährlich kommen in über 140 Gruppen Pilger nach St. Matthias, wobei die meisten mindestens drei bis vier Tage bis Trier unterwegs sind. Viele gehen den Weg auch zu Fuß nach Hause zurück, wobei sie 300 Kilometer und mehr zurücklegen.

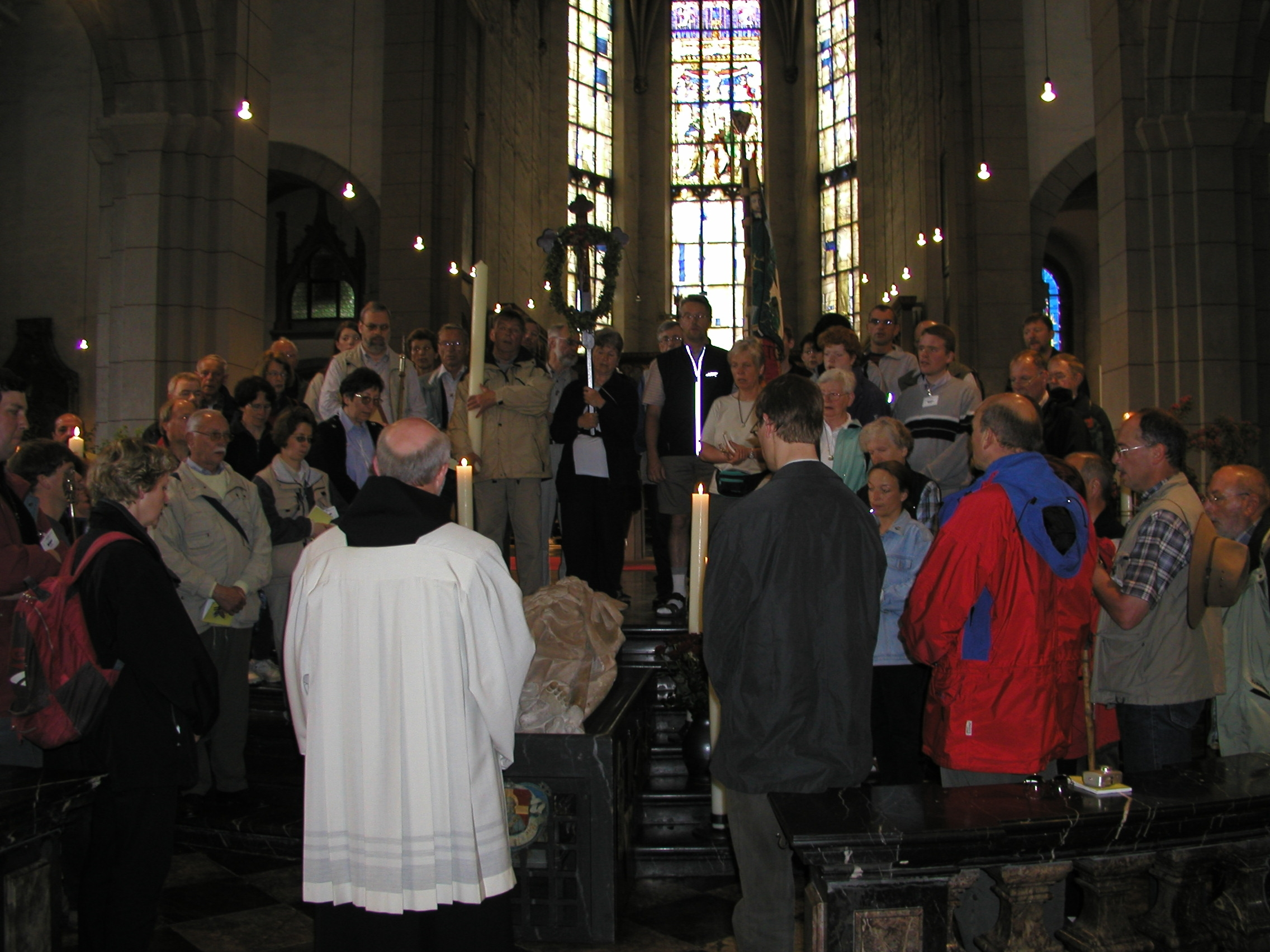
Empfang einer Gruppe am Matthiasgrab

Ein Teil dieser Gruppen kann auf eine jahrhundertealte Tradition zurückblicken, ungefähr ein Drittel davon ist in den letzten Jahren neu entstanden. Die Pilger kommen zum überwiegenden Teil aus den Bistümern Köln, Aachen und Trier. Die meisten kommen aus der Umgebung von Mönchengladbach, Neuss und Krefeld. Andere stammen aus dem Raum Aachen, Jülich, Köln, Bonn und der Eifel. Pfarreien aus der näheren Umgebung von Trier kennen eine Tradition von Tages- oder Nachtwallfahrten. Jede Wallfahrt hat ihr eigenes Gesicht und ihre eigene Tradition. Das gilt nicht nur für die Bruderschaften, die seit Jahrhunderten den Weg nach Trier gehen.
Der größte Teil der Gruppen erreicht St. Matthias in den beiden Wochen vor oder nach Pfingsten. Diese Hauptwallfahrtszeit, die sich um das Fest der Wahl des Apostels (Samstag nach Christi Himmelfahrt) gruppiert, findet im Herbst eine kleine Fortsetzung.

## Bezirke und Bruderschaften

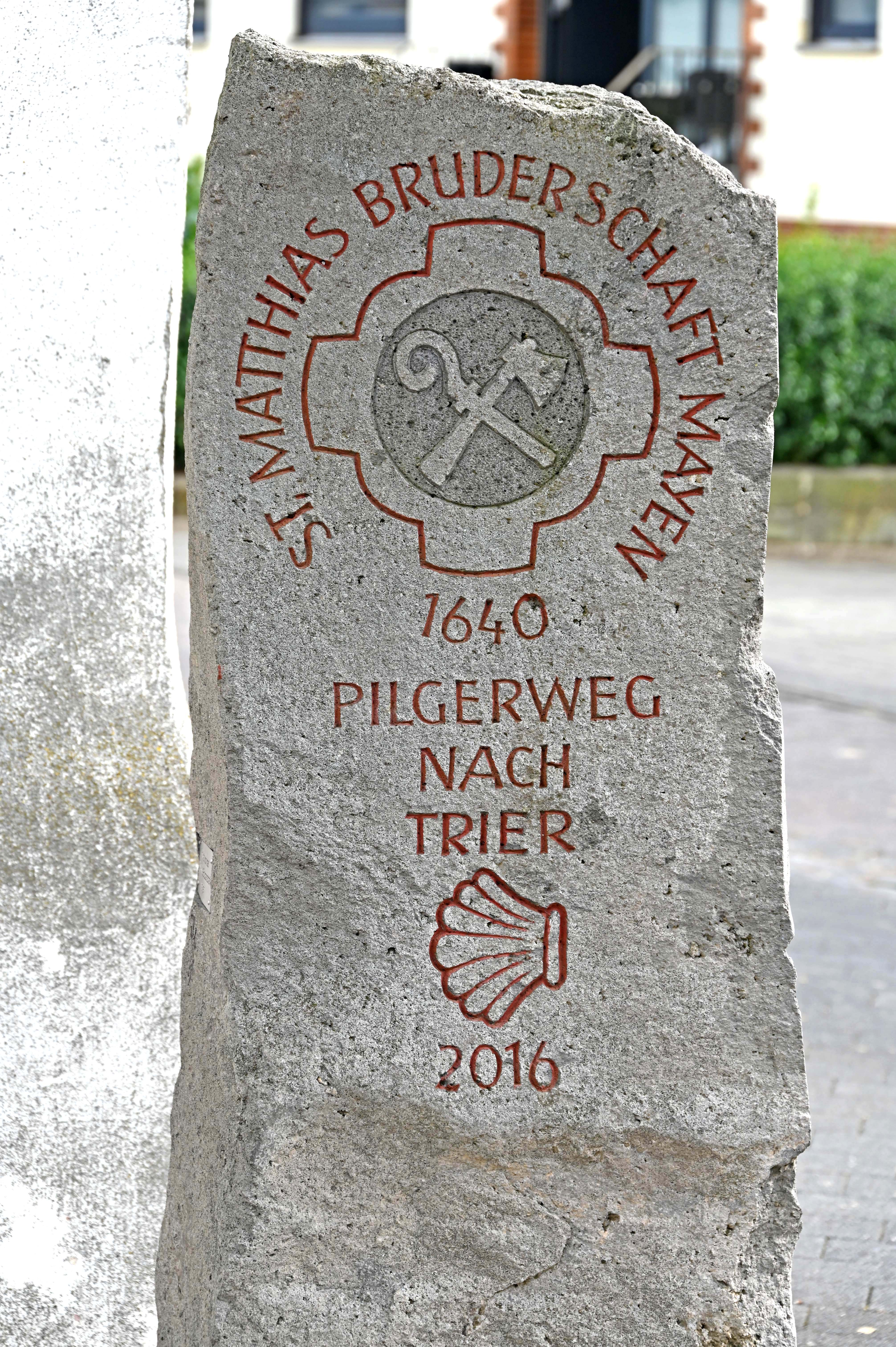
Pilgerstein der Matthiasbruderschaft Mayen an der Wallfahrtskirche Mater Dolorosa in Driesch

### Bezirk Eifel
- SMB Adenau
- SMB Bettenfeld
- SMB Blankenheim
- SMB Butzweiler
- SMB Euskirchen
- SMB Frohngau
- SMB Gemünd
- SMB Hallschlag
- SMB Kall
- SMB Kommern
- SMB Mayen
- SMB Niederprüm
- SMB Nohn
- SMB Reetz
- SMB Reifferscheid
- SMB Ripsdorf
- SMB Hüngersdorf
- SMB Schönecken
- SMB Sötenich
- SMB Stadtkyll-Dahlem
- SMB Ulmen[1]

### Bezirk Mittelrhein
- SMB Altenwied
- SMB Andernach
- SMB Bachem
- SMB Hürth
- SMB Gondorf
- SMB Bayenthal
- SMB Köln, St. Aposteln
- SMB Lannesdorf
- SMB Lülsdorf-Ranzel
- SMB Mehlem
- SMB Mondorf
- SMB Remagen
- SMB Bad Honnef
- SMB Waldorf[2]

### Bezirk Niederrhein
- SMB Anrath
- SMB Büderich
- SMB Büttgen
- SMB Glehn
- SMB Holzbüttgen
- SMB Kaarst
- SMB Kempen
- SMB Kleinenbroich
- SMB Korschenbroich[3]
- SMB Krefeld, Heilig Geist
- SMB Fischeln
- SMB Liedberg
- SMB Linn
- SMB Neersen
- SMB Oppum
- SMB Traar
- SMB Uedesheim
- SMB Schiefbahn
- SMB St. Tönis
- SMB Willich[4]

### Bezirk Rur

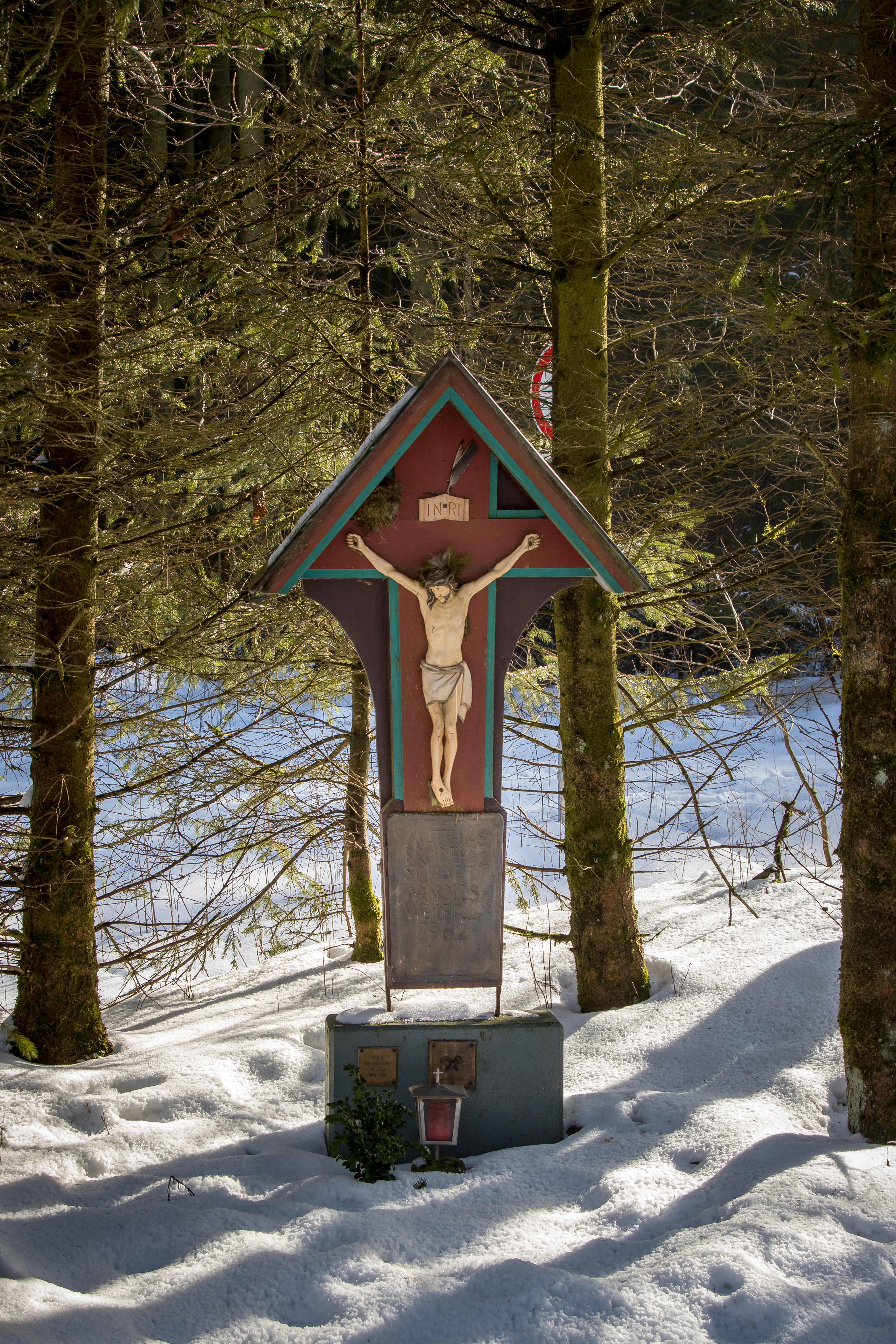
Wegekreuz der Matthiasbruderschaft Arnoldsweiler bei Dahlem (Nordeifel)

- Wegekreuz der Matthiasbruderschaft Arnoldsweiler bei Dahlem (Nordeifel)SMB Aldenhoven
- SMB Arnoldsweiler
- SMB Berrendorf
- SMB Blatzheim
- SMB Drove
- SMB Elsdorf
- SMB Forst
- SMB Hambach
- SMB Jülich
- SMB Lich-Steinstraß
- SMB Niederzier
- SMB Schlich-D’horn
- SMB Titz[5]

### Bezirk Schwalm-Niers
- SMB Amern
- SMB Boisheim
- SMB Dülken
- SMB Erkelenz
- SMB Giesenkirchen
- SMB Hardt
- SMB Hehn
- SMB Helenabrunn
- SMB Holt
- SMB Jüchen
- SMB Merbeck
- SMB Neuwerk
- SMB Mönchengladbach
- SMB Rheindahlen
- SMB Rheydt
- SMB Wickrath
- SMB Niederkrüchten
- SMB Oberkrüchten
- SMB Süchteln
- SMB Waldniel
- SMB Wegberg[6]